# Associação Brasileira de Cidadania e Desenvolvimento
L'Associação Brasileira de Cidadania e Desenvolvimento è una società pallavolistica brasiliana, con sede a Uberlândia: milita nel campionato brasiliano di Superliga Série A.

## Storia
L'Associação Brasileira de Cidadania e Desenvolvimento, anche nota come ABCD, nasce nel 2014, con l'intento di promuovere eventi sportivi nella città di Uberlândia. Solo sei anni più tardi inizia l'attività professionistica, iscrivendosi alla Superliga Série C per il lancio del progetto Uberlândia Vôlei. 
Nell'annata 2021-22 il club inizia una partnership multilaterale, dando vita al progetto Araguari Vôlei: l'ABCD partecipa con l'utilizzo del proprio titolo sportivo e dei propri diritti di partecipazione alla terza divisione nazionale; il club di pallavolo maschile del Sada fornisce i giocatori alla prima squadra, provenienti dal proprio settore giovanile; la formazione femminile del Praia Clube mette a disposizione le proprie strutture di allenamento a Uberlândia; la città di Araguari diventa la sede di gioco, offrendo l'utilizzo del Ginásio Poliesportivo General Mário Brum Negreiros e impegnandosi a coinvolgere piccole realtà locali per lo sviluppo del settore giovanile; Café Vasconcelos partecipa invece come sponsor. Ottiene così una doppia promozione, che vale l'approdo in Superliga Série A.
Nel corso della stagione 2022-23 fa il suo debutto anche in un torneo internazionale, ospitando il campionato sudamericano, chiuso al terzo posto.

## Rosa 2024-2025
| N° | Nome               | Ruolo | Data di nascita  | Nazionalità sportiva |
| -- | ------------------ | ----- | ---------------- | -------------------- |
| 1  | Athur Jaeger       | P     | 8 gennaio 2004   | Brasile              |
| 2  | Wallaf de Oliveira | O     | 4 gennaio 1998   | Brasile              |
| 3  | Gustavo Nogueira   | P     | 15 febbraio 1995 | Brasile              |
| 4  | Franco Paese       | O     | 1º marzo 1990    | Brasile              |
| 5  | Lucas Lóh          | S     | 18 gennaio 1991  | Brasile              |
| 6  | Guilherme Rech     | C     | 5 gennaio 2001   | Brasile              |
| 8  | Pietro Santos      | C     | 18 giugno 2001   | Brasile              |
| 9  | Bruno Temponi      | P     | 11 febbraio 1986 | Brasile              |
| 10 | João Pedro Centola | S     | 29 agosto 2005   | Brasile              |
| 11 | Rhyan Wagner       | C     | 6 giugno 2005    | Brasile              |
| 12 | Eliezer Dutra      | C     | 12 febbraio 1999 | Brasile              |
| 13 | Ian Ferreira       | C     | 3 gennaio 2003   | Brasile              |
| 14 | Maicon dos Santos  | S     | 27 aprile 2004   | Brasile              |
| 15 | Pedro Tomasi       | L     | 12 gennaio 2001  | Brasile              |
| 16 | Rafael de Bairros  | S     | 16 febbraio 1996 | Brasile              |
| 18 | Bruno Alves        | P     | 18 maggio 1989   | Brasile              |
| 20 | Murilo dos Santos  | C     | 31 maggio 2007   | Brasile              |
| 28 | Abrhaao Camargo    | C     | 14 giugno 2004   | Brasile              |